# 江利川安栄
江利川 安栄（えりかわ やすえ、1946年〈昭和21年〉5月24日 - ）は、日本の宗教家。世界平和統一家庭連合の日本統一教会第7代会長、世界平和女性連合会長、日本人妻自由往来実現運動の会会長を務めた。現在は統一教会の分派である世界平和統一聖殿の日本支部、「日本サンクチュアリ協会」の会長を務めている。

## 来歴
中央大学法学部卒業。
1968年4月、東京都知事の美濃部亮吉は朝鮮大学校を各種学校として認可した。江利川は文鮮明の命を受け、小平市の同校の正門前で認可取り消しを求める活動ならびに共産主義を批判する講義を始めた。また、国際勝共連合中本部常任講師となった。
1970年10月21日、韓国で開催された合同結婚式「777双祝福式」に参加した。
1974年4月4日、北朝鮮へ嫁いだ日本人妻の帰国実現を目指す「日本人妻自由往来実現運動本部」が結成される。同団体は後に「日本人妻自由往来実現運動の会」と改名し、江利川が池田文子の名で会長に就任した。
1976年前半、駐米韓国大使館参事官の金相根は、KCIA次長補の梁斗元の手書きの書簡を持って、朴普煕のワシントン郊外の自宅を訪問。「KCIAのソウル本部から、東京で活躍している統一教会の日本人女性会員に金を渡すよう指示された」と述べ、外交行嚢で送られた100ドル紙幣30枚入り封筒を置いて帰った。女性会員とは江利川のことであった。朴は帰国した際、江利川をソウルに呼び寄せ、3000ドルを手渡した。
1978年4月10日、外国人記者クラブで記者会見し、コリアゲート事件に関連して、KCIAから朴普煕を通じて、3000ドルを受け取ったと告白した。
1985年6月、江利川が原作とプロデューサーを務めた映画『絶唱母を呼ぶ歌 鳥よ翼をかして』が公開。
世界平和女性連合会長を務め、1998年3月から1999年1月まで、日本統一教会の第7代会長を務めた。
2015年1月、文鮮明と韓鶴子の7男の文亨進が世界平和統一家庭連合（旧統一教会）を離れ、分派である「世界平和統一聖殿」を米国で設立。同年3月1日、同団体の日本支部である「日本サンクチュアリ協会」が設立され、会長に就任。同年7月28日付で統一教会を退会した。
2022年7月8日、安倍晋三が奈良市で射殺される事件が発生。翌7月9日、フランスの『フィガロ』『レゼコー』などは、被疑者が供述している団体はいわゆる「統一教会」であると報じた。文藝春秋の情報サイト「文春オンライン」は同日、「容疑者は母の宗教団体の分派の団体に所属していたようだが、母が所属する団体を恨んで対立が生まれたようだ」という捜査関係者の証言を公表した。日本の大手マスメディアはこの時点では一律に「特定の宗教団体」と表記しており、文藝春秋もその例に漏れなかったが、江利川は記事にすばやく反応。同日、日本サンクチュアリ協会総会長として、「協会と容疑者は接点も関係も一切ない」「マスコミやその他の推測記事や悪意ある印象操作によるものと断じ、撤回を求める」との声明を発表した。